# 木洞水驿博物馆
木洞水驿博物馆位于中华人民共和国重庆市巴南区木洞镇长江、五布河交汇处，是中华人民共和国首家水驿专题博物馆。博物馆由木洞巡检司与钱德兴货栈两幢建筑组成，总面积为1917平方米，采取“修旧如旧”原则进行建设。

## 背景
木洞镇自新石器时代以来即有人类活动。到唐宋时期商旅繁荣，水驿成为三种驿站形式之一，驿中有驿长、船丁、水夫等服务人员，元明清三代先后设立水驿和巡检司，木洞镇成为长江上游的重要水陆枢纽。木洞驿和铜罐驿、城水驿、鱼洞驿并称“重庆四大水驿”。木洞镇亦于2017年获评重庆市历史文化名镇。

## 布局和馆藏
木洞水驿博物馆由木洞巡检司与钱德兴货栈两幢历史建筑构成，其中木洞巡检司为主展厅，将350余幅图文、200余件文物分为“江河汇流处 水驿通古今”“濒河成重镇 借水助通达”“置邮达政令 麻乡约传书”三大展览部分，结合20项装置，包括沙盘、雕塑、多媒体，使游客多维度、立体化、沉浸式的了解巴渝水驿文化。利用拴船桩、明清码头遗址等文物为展品重现“五里长街一里码头”的商埠盛景。馆藏还包括《平滩纪略》古籍、南宋《吴船录》书影、“独石口”驿站铜印等，院落中亦有泰山石敢当、石缸、石柱础等展出。钱德兴货栈被辟为“木洞名人馆”，内有邹容手稿、杨沧白书信等文物展出。在货栈内还引入AR技术复原《夔行纪程》古驿道图作为展品。

## 对外交流
木洞水驿博物馆将通过与巴南博物馆、长江赏石艺术馆等馆合作的方式共同展示重庆文化。